# Новая Жизнь (Алтайский край)
Новая Жизнь — село в Солонешенском районе Алтайского края. Входит в состав Тумановского сельсовета.

## География
Расположено в юго-восточной части края, на правом берегу реки Большой Тихой, на расстоянии приблизительно 24 километров (по прямой) к востоку-северо-востоку (ENE) от села Солонешного, административного центра района. Абсолютная высота — 629 метров над уровнем моря.
Климат
Климат характеризуется как резко континентальный, с морозной снежной зимой и коротким тёплым летом. Средняя многолетняя температура самого холодного месяца (января) составляет −18,3 °С, температура самого тёплого (июля) — 17,9 °С. Среднегодовое количество осадков — 600—610 мм.

## Население
| 1997 | 2002 | 2003 | 2004 | 2005 | 2006 |
| ---- | ---- | ---- | ---- | ---- | ---- |
| 201  | ↘194 | ↗197 | →197 | ↗202 | ↘186 |
| 2007 | 2008 | 2009 | 2010 | 2011 | 2012 |
| ↗192 | ↗201 | ↘172 | ↘147 | ↗150 | ↘137 |
| 2013 |      |      |      |      |      |
| ↘132 |      |      |      |      |      |

Национальный состав
Согласно результатам переписи 2002 года, в национальной структуре населения русские составляли 96 %.